# 지나가는 비
《지나가는 비》(A Passing Rain)는 한국에서 제작된 서유민 감독의 2001년 멜로/로맨스 영화이다. 정은경 등이 주연으로 출연하였다.

## 출연

### 주연
- 정은경
- 조영규

## 기타
- 조명: 김태경
- 녹음: 나상인
- 녹음: 은희수